# Hagen (Holstein)
Pour les articles homonymes, voir Hagen.
Hagen est une commune allemande du Schleswig-Holstein, située dans l'arrondissement de Segeberg (Kreis Segeberg), à cinq kilomètres au nord-ouest de la ville de Bad Bramstedt. Hagen fait partie de l'Amt Bad Bramstedt-Land (« Bad Bramstedt-campagne ») qui regroupe 14 communes entourant Bad Bramstedt.